# Домашний чемпионат Великобритании 1930/1931
Домашний чемпионат Великобритании 1930/31 (англ. 1930–31 British Home Championship) — сорок третий розыгрыш Домашнего чемпионата, футбольного турнира с участием сборных четырёх стран Великобритании (Англии, Шотландии, Уэльса и Ирландии). Победу в турнире одержали сборные Англии и Шотландии, набравшие равное количество очков.
В октябре 1930 года Англия в Шеффилде разгромила Уэльс со счётом 5:1, а Шотландия в Глазго сыграла вничью с Ирландией (1:1). В следующем месяце англичане на выезде разгромили валлийцев со счётом 4:0. В феврале 1931 года в матче между сборными Ирландии и Шотландии зрители забитых голов не увидели. 28 марта 1931 года в Глазго шотландцы обыграли англичан со счётом 2:0. Несмотря на то, что это была единственная победа Шотландии на турнире, она сравнялась по очкам с Англией, и «разделила» с ней чемпионский титул. В последней игре между сборными Уэльса и Ирландии в Рексеме победу одержали валлийцы, заняв в итоге третье место.

## Турнирная таблица
| Поз | Команда       | И | В | Н | П | МЗ | МП | РМ | О |
| --- | ------------- | - | - | - | - | -- | -- | -- | - |
| 1   | Англия (Ч)    | 3 | 2 | 0 | 1 | 9  | 3  | +6 | 4 |
| 1   | Шотландия (Ч) | 3 | 1 | 2 | 0 | 3  | 1  | +2 | 4 |
| 3   | Уэльс         | 3 | 1 | 1 | 1 | 4  | 7  | −3 | 3 |
| 4   | Ирландия      | 3 | 0 | 1 | 2 | 3  | 8  | −5 | 1 |

## Результаты матчей
| Англия                                                    | 5:1     | Ирландия |
| --------------------------------------------------------- | ------- | -------- |
| - Берджесс 15′ 35′ - Хэмпсон 25′ - Крукс 30′ - Хоутон 40′ | (отчёт) | Данн 80′ |

| Шотландия  | 1:1     | Уэльс      |
| ---------- | ------- | ---------- |
| Бэттлз 43′ | (отчёт) | Бэмфорд 6′ |

| Уэльс | 0:4     | Англия                                         |
| ----- | ------- | ---------------------------------------------- |
|       | (отчёт) | - Хэмпсон 12′ 70′ - Ходжсон 35′ - Брэдфорд 72′ |

| Ирландия | 0:0     | Шотландия |
| -------- | ------- | --------- |
|          | (отчёт) |           |

| Шотландия                      | 2:0     | Англия |
| ------------------------------ | ------- | ------ |
| - Стивенсон 61′ - Макгрори 64′ | (отчёт) |        |

| Уэльс                                    | 3:2     | Ирландия               |
| ---------------------------------------- | ------- | ---------------------- |
| - Филлипс 3′ - Гриффитс 40′ - Уоррен 69′ | (отчёт) | - Данн 52′ - Роули 72′ |

## Победители
| Победитель Домашнего чемпионата 1930/31 |
| Англия Двадцать второй титул            |

| Победитель Домашнего чемпионата 1930/31 |
| Шотландия Двадцать четвёртый титул      |

## Бомбардиры
- 3 гола
  -  Джимми Хэмпсон

- 2 гола
  -  Гарри Берджесс[англ.]
  -  Джимми Данн[англ.]